# Valle de Otal

Valle de Otal desde el valle de Bujaruelo.

El valle de Otal es un valle de alta montaña del Pirineo oscense situado en la comarca de Sobrarbe, tributario del valle de Bujaruelo y paralelo al de Ordiso.
El valle, perfecto ejemplo de morfología glaciar en U, finaliza en el circo de Otal donde nace el río del mismo nombre. Desde aquí, a través del collado de Tendeñera, a los pies del pico homónimo, se puede pasar hacia Panticosa y el Valle de Tena.
En el valle existe un refugio ganadero y no es difícil contemplar animales de la fauna de alta montaña, como las marmotas.

## Galería de imágenes

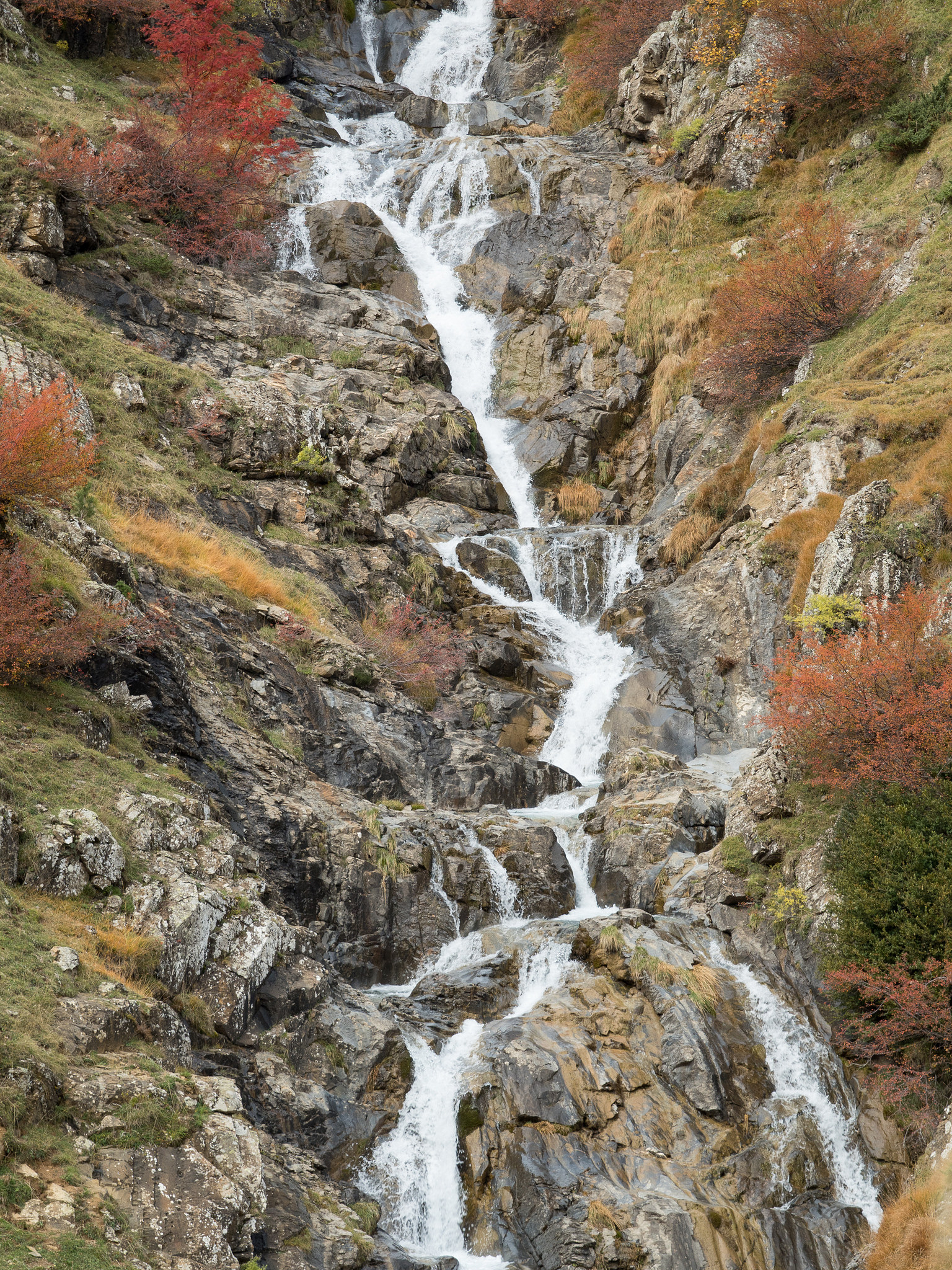
Cascada de valle de otal
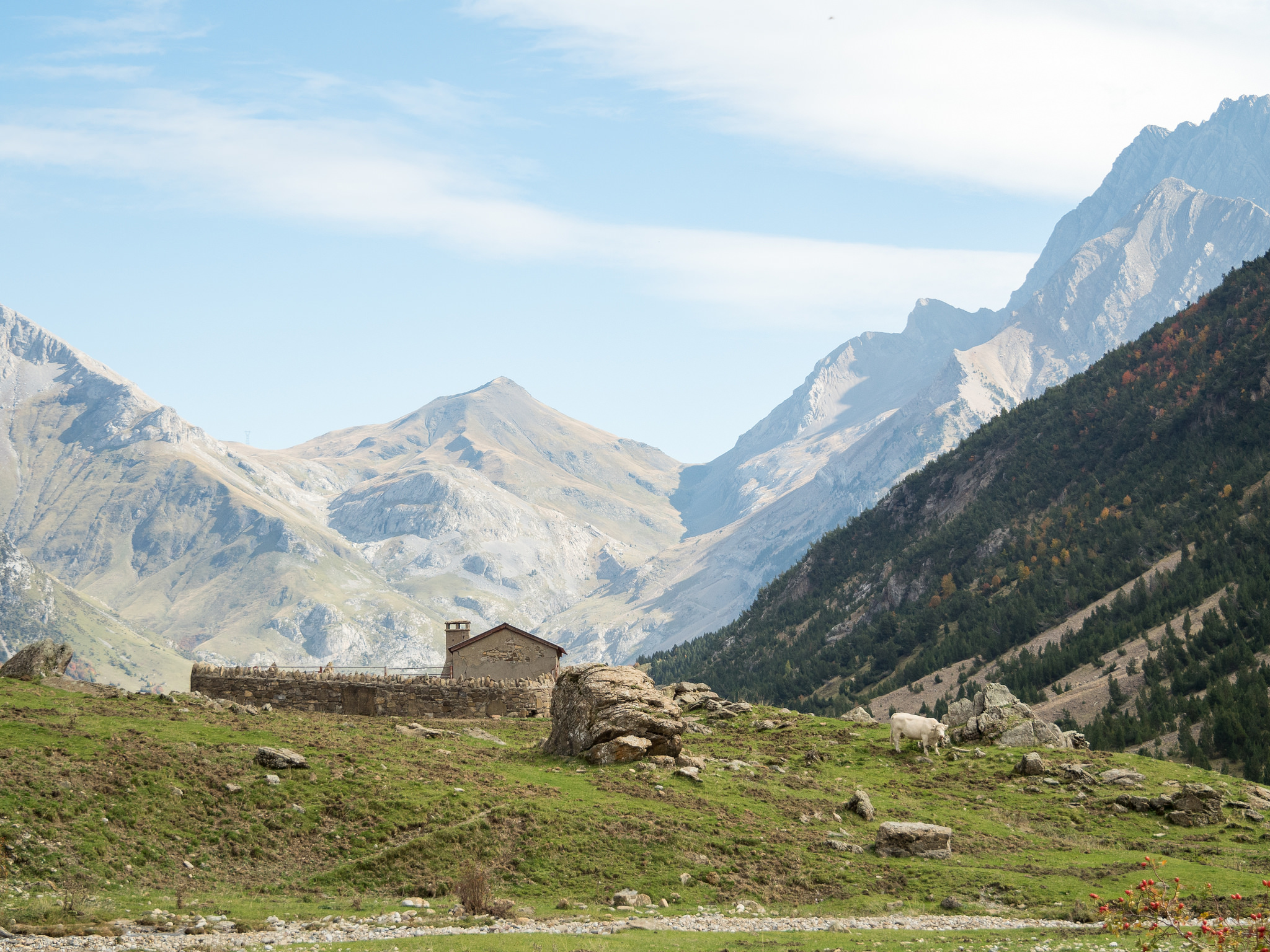
Cabaña de valle de otal

- Datos: Q3554025
- Multimedia: Valle de Otal / Q3554025